# Victoria (delstat)
 For alternative betydninger, se Victoria. (Se også artikler, som begynder med Victoria)
Victoria er en australsk delstat, beliggende i det sydøstlige Australien. Delstaten (der er opkaldt efter Dronning Victoria af Storbritannien i forbindelse med, at den blev udskilt fra New South Wales i 1851) har et areal på 227.600 km2 og er dermed Australiens næstmindste delstat. Victoria grænser til delstaterne New South Wales i nord South Australia i vest og mod syd (på den anden side af Bassstrædet) ligger Tasmanien. Mod øst ligger det Tasmanske Hav. Victorias hovedstad er Melbourne, der ligger i den nordlige ende af den sydligt beliggende bugt Port Phillip.
Linda Dessau blev 1. juli 2015 Victorias 29. guvernør, og den første kvinde på posten. Daniel Andrews blev Victorias 48. premierminister i december 2014.

## Demografi
Victoria har 6.704.300 indbyggere (2022), hvoraf 70% bor i hovedstaden Melbourne (2010). 0,7% er aboriginere og 25% er født i udlandet. Med sine 29,5 indbyggere pr. km2 har delstaten Australiens næsthøjeste befolkningstæthed efter Australian Capital Territory, der har 152/km2. 12,5 af de indbyggere, der er født i udlandet, stammer fra Europa, næstflest kommer fra Asien. 78% af indbyggerne taler engelsk, 3,2% italiensk, 2,7% græsk og 2,5 kinesisk.

## Klima
Om sommeren er der typisk mellem 11 og 31 grader, det kommer an på, om man befinder sig langs de 1.800 km kystlinje, i bjergene eller i indlandet. Om vinteren er der typisk mellem 0 og 16 grader. I perioden fra juni til september kan der forekomme snefald i de Australske Alper i den nordøstlige den af delstaten. I den østlige del af delstaten, der får mest regn, kan der falde op til 1000 mm regn om året.

## Historie
Området, der er i dag udgør Victoria har været beboet af aboriginere i tusindvis af år, før området blev opdaget af den engelske opdagelsesrejsende kaptajn James Cook og hans besætning i 1770. Briterne slog sig som de første ned i området, da de opførte en straffekoloni i 1803, men den blev forladt igen. Der kom endnu en i 1826, men den første permanente europæiske bosættelse blev oprettet i 1834 ved Portland Bay.
Efter et guldfund i 1851 ankom 30.000 immigranter til Victoria inden årets udgang, hvilket i løbet af de følgende ti år øgede indbyggertallet fra 76.000 til 540.000 (heraf 8% kinesere), hvilket på det tidspunkt svarede til 45% af hele Australiens befolkning. Som følge af guldfeberen blev Melbourne hele Australiens og New Zealands finanscentrum. I forbindelse med at Victoria i 1901 gik fra at være en uafhængig koloni til at blive en australsk delstat blev Melbourne, der frem til 1905 var Australiens største by (derefter var Sydney den største), desuden Australiens midlertidige hovedstad frem til 1927, hvor Canberra, der blev planlagt og bygget til formålet, blev hovedstad.